# Свобода выбора (право)
Свобо́да вы́бора описывает возможность и автономию человека выполнять действие, выбранное как минимум из двух доступных вариантов, не ограниченных с внешней стороны.

## В политике
Например, в дебатах об абортах термин «свобода выбора» может возникать в защиту позиции, согласно которой женщина имеет право определять, будет ли она продолжать быть беременной или прервёт беременность. Точно так же и другие темы, такие как эвтаназия, вакцинация, контрацепция и однополые браки иногда обсуждаются с точки зрения предполагаемого индивидуального права на «свободу выбора». Некоторые социальные проблемы, например нью-йоркский «запрет на газированные напитки», одновременно защищались и подвергались нападкам со ссылкой на «свободу выбора».

## В экономике

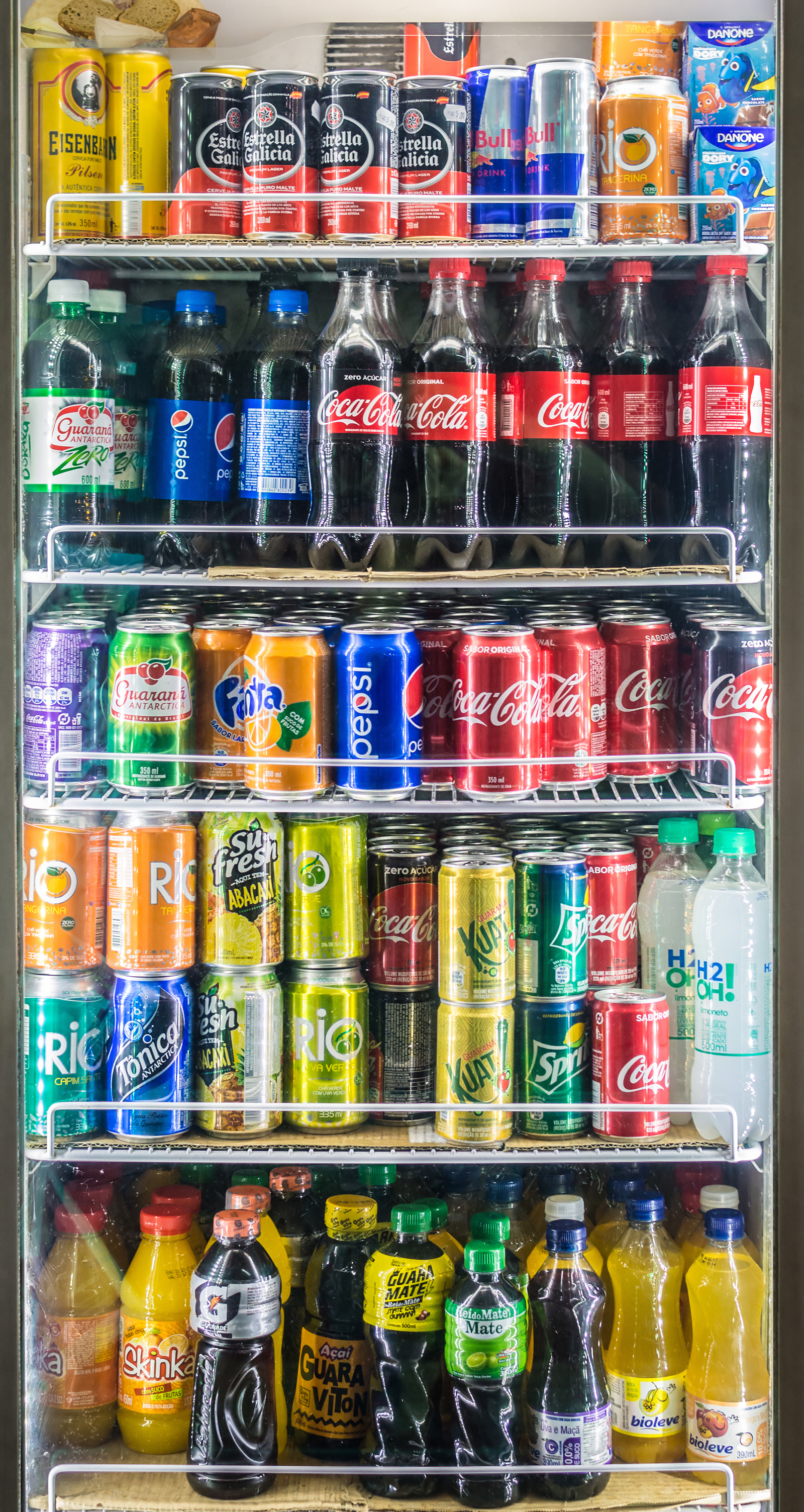
Свобода выбора марки и вкуса газированных напитков связана с рыночной конкуренцией.

В микроэкономике свобода выбора — это свобода экономических агентов распределять свои ресурсы по своему усмотрению среди доступных им вариантов (таких как товары, услуги или активы). Это включает свободу заниматься доступной им работой.
Ратнер и др. в 2008 году процитировали литературу о либертарианском патернализме, в которой говорится, что потребители не всегда действуют в своих собственных интересах. Они связывают это явление с такими факторами, как эмоции, когнитивные ограничения и предубеждения, а также неполная информация, которую, по их утверждениям, можно исправить с помощью различных предлагаемых вмешательств. Они обсуждают предоставление потребителям информации и инструментов принятия решений, организацию и ограничение их рыночных возможностей, а также выявление эмоций и управление ожиданиями. По их словам, каждый из них может улучшить способность потребителей делать выбор.
Однако экономическая свобода выбора в конечном итоге зависит от рыночной конкуренции, поскольку доступные покупателям возможности обычно являются результатом различных факторов, контролируемых продавцами, таких как общее качество продукта или услуги и реклама. В случае существования монополии у потребителя больше нет свободы выбора покупать у другого производителя. Как заметил Фридрих Хайек: «Наша свобода выбора в конкурентном обществе основывается на том факте, что, если один человек отказывается удовлетворить наши желания, мы можем обратиться к другому. Но если мы сталкиваемся с монополистом, мы находимся в его полной власти».
Как показано в приведенной выше цитате, либертарианские мыслители часто являются решительными сторонниками расширения свободы выбора. Одним из примеров является книга и сериал Милтона Фридмана «Свобода выбора».
Нет единого мнения относительно того, приводит ли увеличение экономической свободы выбора к увеличению счастья. В одном исследовании, опубликованном Фондом Heritage Foundation по Индексу экономической свободы за 2011 год, показана сильная корреляция между Индексом экономической свободы и уровнем счастья в стране.

## Измерение свободы выбора
Аксиоматически-дедуктивный подход был использован для решения проблемы измерения степени свободы выбора (СВ), которой пользуется человек. В статье 1990 г. Прасанта К. Паттанаик и Юншенг Сю представили три условия, которым должно удовлетворять измерение СВ:
1. Безразличие между ситуациями без выбора. Наличие только одного варианта равносильно одному и тому же СВ, независимо от того, какой вариант.
2. Строгая монотонность. Наличие двух различных вариантов x и y составляет больше СВ, чем наличие только варианта x.
3. Независимость. Если ситуация A имеет больше СВ, чем B, добавив новую опцию x к обоим (не содержащуюся в A или B), A все равно будет иметь больше СВ, чем B.

Они доказали, что мощность — единственное измерение, которое удовлетворяет этим аксиомам, что, по их наблюдениям, противоречит интуиции и наводит на мысль о необходимости переформулировать одну или несколько аксиом. Они проиллюстрировали это на примере набора опций «путешествовать на поезде» или «путешествовать на машине», которые должны дать больше возможностей, чем набор опций «ехать на красной машине» или «ехать на синей машине». Некоторые предложения были сделаны для решения этой проблемы путем переформулирования аксиом, обычно включающих концепции предпочтений, или отвергая третью аксиому.

## Связь со счастьем
Исследование 2006 года, проведенное Симоной Ботти и Энн Л. МакГилл, показало, что, когда испытуемым предлагались дифференцированные варианты и у них была свобода выбора между ними, их выбор увеличивал их удовлетворенность положительными результатами и неудовлетворенность отрицательными результатами по сравнению с теми, кто не выбирал.
В исследовании 2010 года, проведенном Хейзел Роуз Маркус и Барри Шварц, был составлен список экспериментов о свободе выбора и утверждалось, что «слишком большой выбор может вызвать парализующую неуверенность, депрессию и эгоизм». Шварц утверждает, что люди часто испытывают сожаление из-за упущенной выгоды из-за того, что не приняли оптимальное решение, и что в некоторых сценариях общее удовлетворение людей иногда выше, когда трудное решение принимается другим человеком, а не ими самими, даже если по выбору другого человека хуже. Шварц написал книгу и выступил с речами, критикуя избыток возможностей в современном обществе, хотя и признавая, что «какой-то выбор лучше, чем ничего».